# Emin Ağayev
Emin Ağayev (ur. 10 sierpnia 1973 w Baku) – azerski piłkarz występujący na pozycji obrońcy.  W trakcie kariery piłkarskiej był związany m.in. z azerskimi klubami Neftçi PFK i Dinamo Baku, a także rosyjskim zespołem Anży Machaczkała. W reprezentacji Azerbejdżanu zadebiutował w 1992 roku. W latach 1992–2005 wystąpił w 64 meczach kadry, w których zdobył jedną bramkę.